# Mașloc
Mașloc es una comuna ubicada en el distrito de Timiș, Rumania.

## Superficie
Posee una superficie de 82,91 kilómetros cuadrados.

## Demografía
Hasta 2021 la población era de 2236 habitantes, con una densidad de población de 26,97 habitantes por kilómetro cuadrado.